# Central Andros
Central Andros es uno de los 32 distritos de las Bahamas. Está en la isla Andros.
Su actual consejera principal es la Sra. Natasha Scott. El miembro del Parlamento de este distrito es el ministro Leon Lundy.[cita requerida]
El centro de Andros es conocido por su gran concentración de agujeros azules y una amplia zona de pesca de huesos. A escala mundial, esta zona en particular es un destino de ecoturismo muy conocido.[cita requerida]
En 2010, tenía una población de 662 habitantes.